# Phanoxyla jordana
Phanoxyla jordana är en fjärilsart som beskrevs av Jordan 1912. Phanoxyla jordana ingår i släktet Phanoxyla och familjen svärmare. Inga underarter finns listade i Catalogue of Life.